# ليدي كل العرب
ليدي كل العرب هو فيلم وثائقي اسرائيلي تم انتاجه عام 2008 للمخرجة إبتسام مراعنة الذي يحكي قصة دعاء فارس، و هي عارضة درزية التي دخلت مسابقة ملكة جمال إسرائيل عام 2007. هذا أدى إلى بعض الاستياء من المجتمع الدرزي الإسرائيلي، فخرجت من المسابقة بعد ان تلقت تهديدات قتل ضدها لأنهم اعتبروها عار على مجتمعها، كما أدى ذلك ايضاً إلى القبض على خمسة أشخاص، من بينهم اثنين من أعمامها، بتهمة التخطيط لقتلها.

## جوائز
- 2009 صندوق زغرب ZagrebDox - جائزة المسابقة الدولية
- 2008 مهرجان نيو دلهي السينائي الدولي للمرأة - جائزة أفضل ممثل(ة)
- 2008 المهرجان الدولي للفيلم الوثائقي بأمستردام IDFA - مسابقة الذئب الفضي - جائزة لجنة التحكيم الخاصة

## وصلات خارجية
- ليدي كل العرب على موقع IMDb (الإنجليزية)
- ليدي كل العرب على موقع ألو سيني (الفرنسية)
- ليدي كل العرب على موقع أول موفي (الإنجليزية)
- ليدي كل العرب على موقع قاعدة بيانات الفيلم (الإنجليزية)
- ليدي كل العرب على موقع ليتربوكسد (الإنجليزية)
- ليدي كل العرب على موقع كينوبويسك (الروسية)

- Lady Kul El Arab  في قاعدة بيانات الأفلام على الإنترنت (بالإنجليزية)
- Contestant No. 2 (US Version broadcast on PBS)